# GAZ

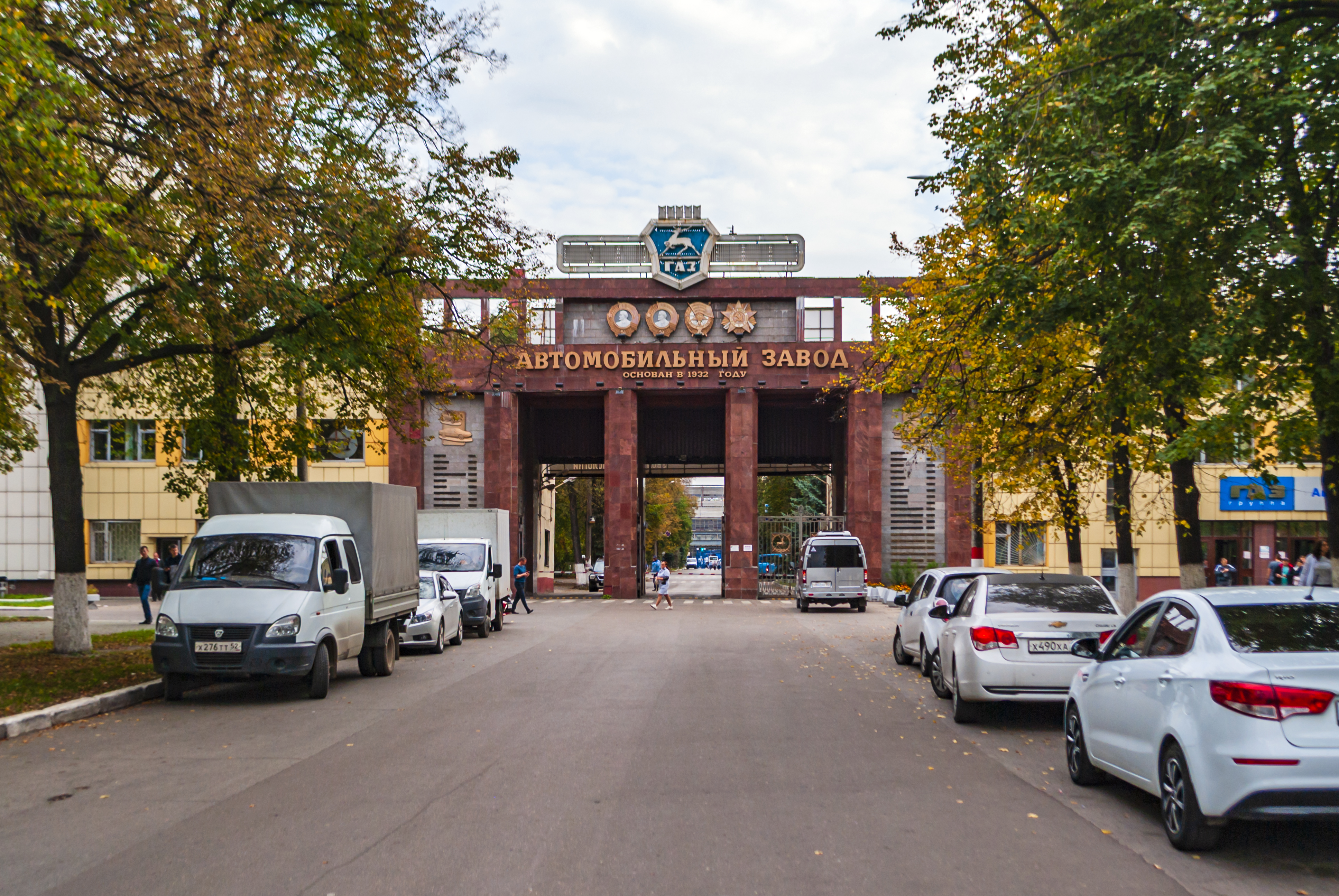
GAZ 공장

GAZ(가즈, ГАЗ, Го́рьковский автомоби́льный заво́д, Gorkovsky avtomobilny zavod)는 1932년에 설립된 러시아의 자동차 제조 기업이다. 본사는 니즈니노브고로드주에 위치해 있다.